# Monte Boennighausen
O Monte Boennighausen é uma montanha coberta de neve com 2970 m de altitude, a 7 km em direção sul-sudoeste do Monte Kosciusko, na Cordilheira de Ames, na Terra de Marie Byrd, Antártida. Ela foi mapeada pelo Serviço Geológico dos Estados Unidos, com base em exames topográficos e fotos aéreas tiradas pela Marinha dos Estados Unidos entre 1959–65. O monte foi nomeado pelo Comitê Consultivo sobre Nomes Antárticos (US-ACAN) em homenagem ao Tenente-comandante Thomas L. Boennighausen, da Marinha dos Estados Unidos, oficial em comando da usina nuclear da Estação McMurdo, 1966. Ele serviu como engenheiro civil no staff do comandante da Marinha Americana de Suporte na Antártida, durante um período de 1969–70 e outro em 1970-71.
A encosta oeste que separa o Monte Boennighausen do Monte Kosciusko é drenada pela Geleira Rosenberg.